# Prosaurolophus
Prosaurolophus maximus
Genre
Espèce
Synonymes
- † P. blackfeetensis Horner, 1992
- † Saurolophus maximus (Brown, 1916)

Prosaurolophus est un genre fossile de dinosaures herbivores « à bec de canard » du sous-ordre des ornithopodes et de la famille des hadrosauridés. Ses fossiles ont été découverts en Amérique du Nord dans le Crétacé supérieur.
Une seule espèce valide est rattachée au genre : Prosaurolophus maximus, décrite en 1916 par Barnum Brown.

## Datation et répartition
Il a vécu à la fin du Crétacé supérieur en Amérique du Nord, où ses fossiles ont été retrouvés dans les formations géologiques de Dinosaur Park en Alberta (Canada) et de Two Medicine dans le Montana (États-Unis). Ces deux formations datent plus précisément du Campanien, soit il y a environ entre 83,6 à 72,2 millions d'années,.

## Étymologie

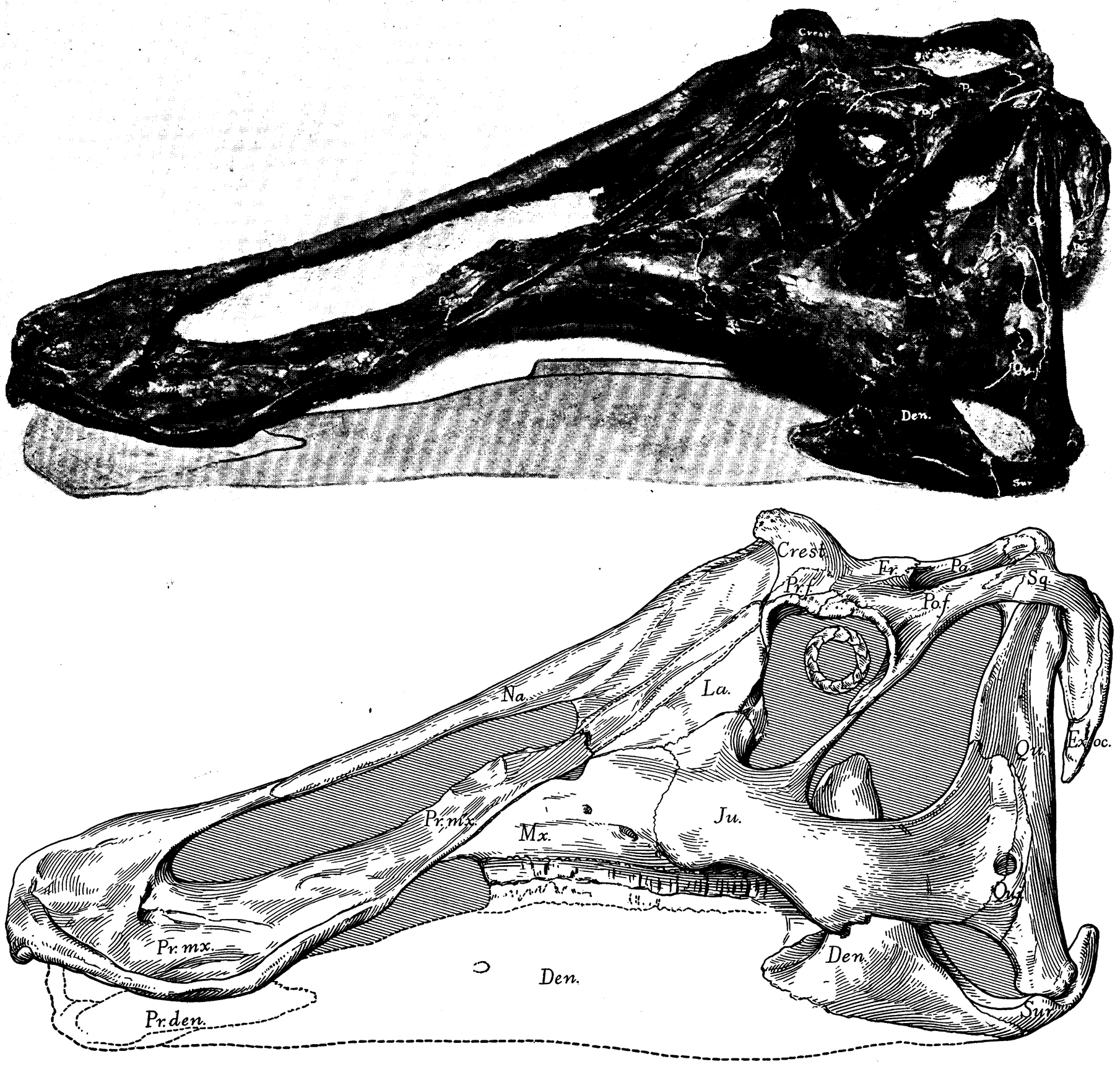
Photo du crâne holotype et dessin.

Son nom signifie « avant Saurolophus », car son inventeur Barnum Brown trouve son crâne très semblable, bien que plus petit, à celui d'un autre saurolophiné : Saurolophus, du grec ancien sauros, « lézard » et lophos, « crête », littéralement le « lézard à crête ». Il le considère comme un ancêtre de Saurolophus, souligné par le préfixe latin pro, pour « avant ».

## Description

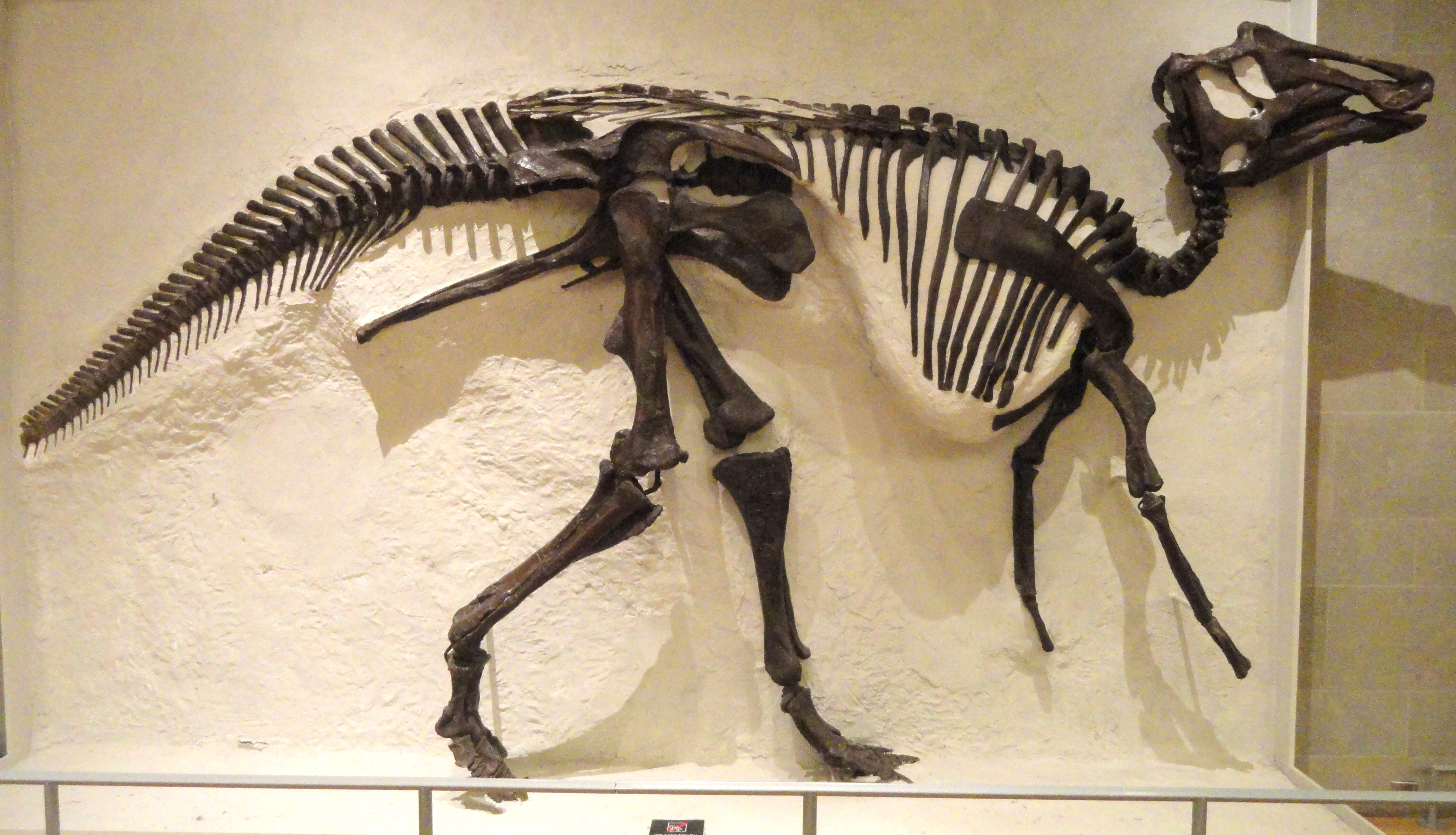
Squelette de Prosaurolophus maximus découvert dans l'Alberta en 1921 par Levi Sternberg.
Exposé au Musée royal de l'Ontario au Canada.

Prosaurolophus est un grand hadrosauridé. Le spécimen le plus complet a été estimé à 8,50 mètres de longueur totale avec un crâne long de 0,90 mètre,.
Son museau est de petite taille, il porte une crête à section triangulaire en avant des yeux, dont les côtés sont concaves. Ses humérus sont relativement courts.

## Deuxième espèce
Une seconde espèce, Prosaurolophus blackfeetensis, a été décrite par le paléontologue Horner sur un spécimen conservé au museum of the Rockies (MOR 454). Le fossile provient du comté de Glacier dans le Montana. Le spécimen a été découvert dans un lit d'ossements en compagnie des restes de trois ou quatre autres individus. Cette accumulation de fossiles de Prosaurolophus a été interprété par R. Rogers comme l'indication d'un troupeau d'animaux regroupés près d'une source d'eau lors d'une sécheresse où finalement ils auraient péri.
J. Horner y a distingué deux espèces à partir de petites variations morphologiques de leurs crêtes. Il décrit celle de P. blackfeetensis comme étant plus grande et plus inclinée que celle de P. maximus.
Cependant les études ultérieures sur ce sujet au début du XXIe siècle ont montré que ces différences étaient insuffisantes pour distinguer une nouvelle espèce en plus de l'espèce type,,. 

## Paléobiologie

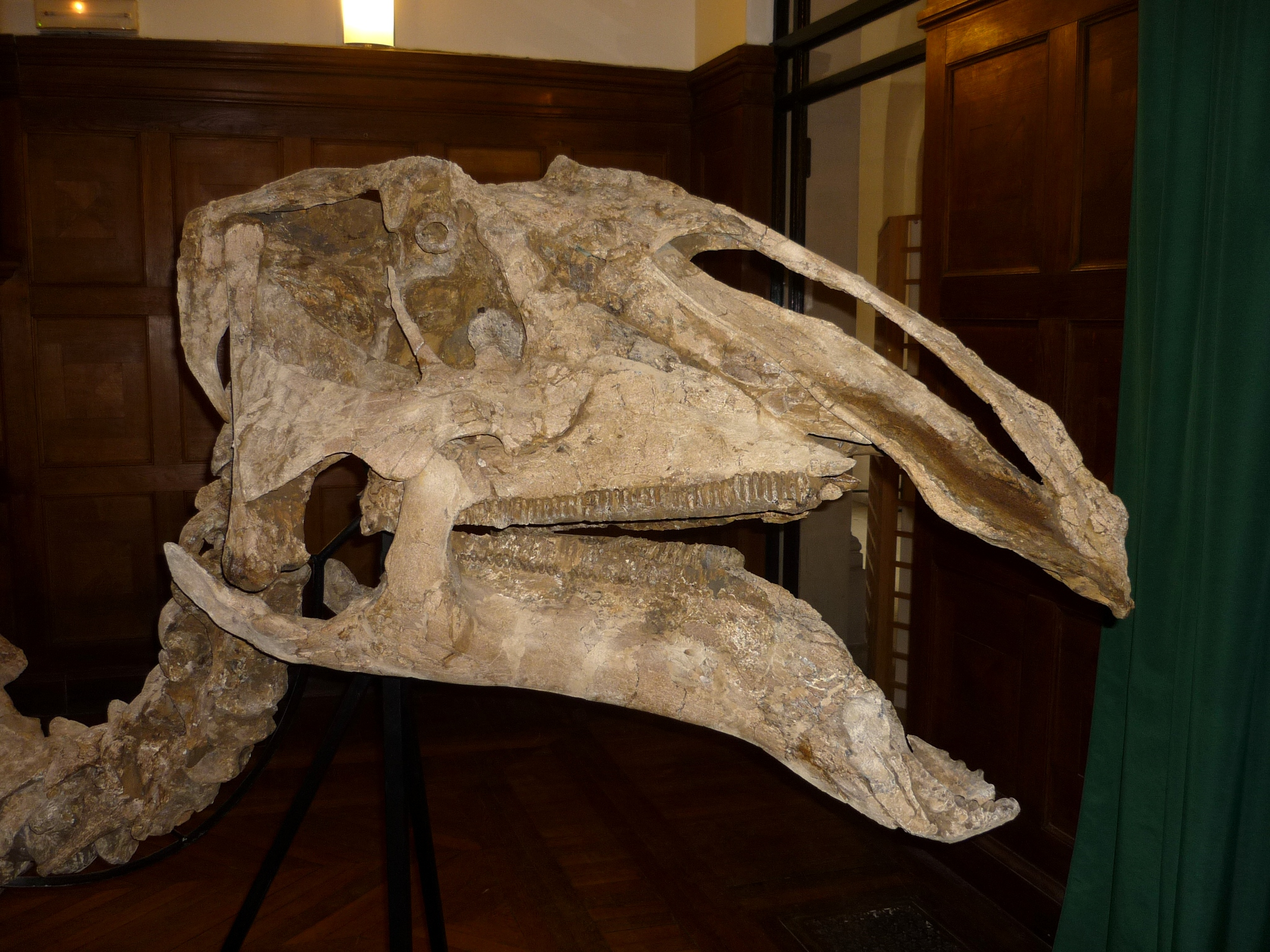
Crâne de Prosaurolophus maximus à l'Institut de paléontologie humaine, Paris, France

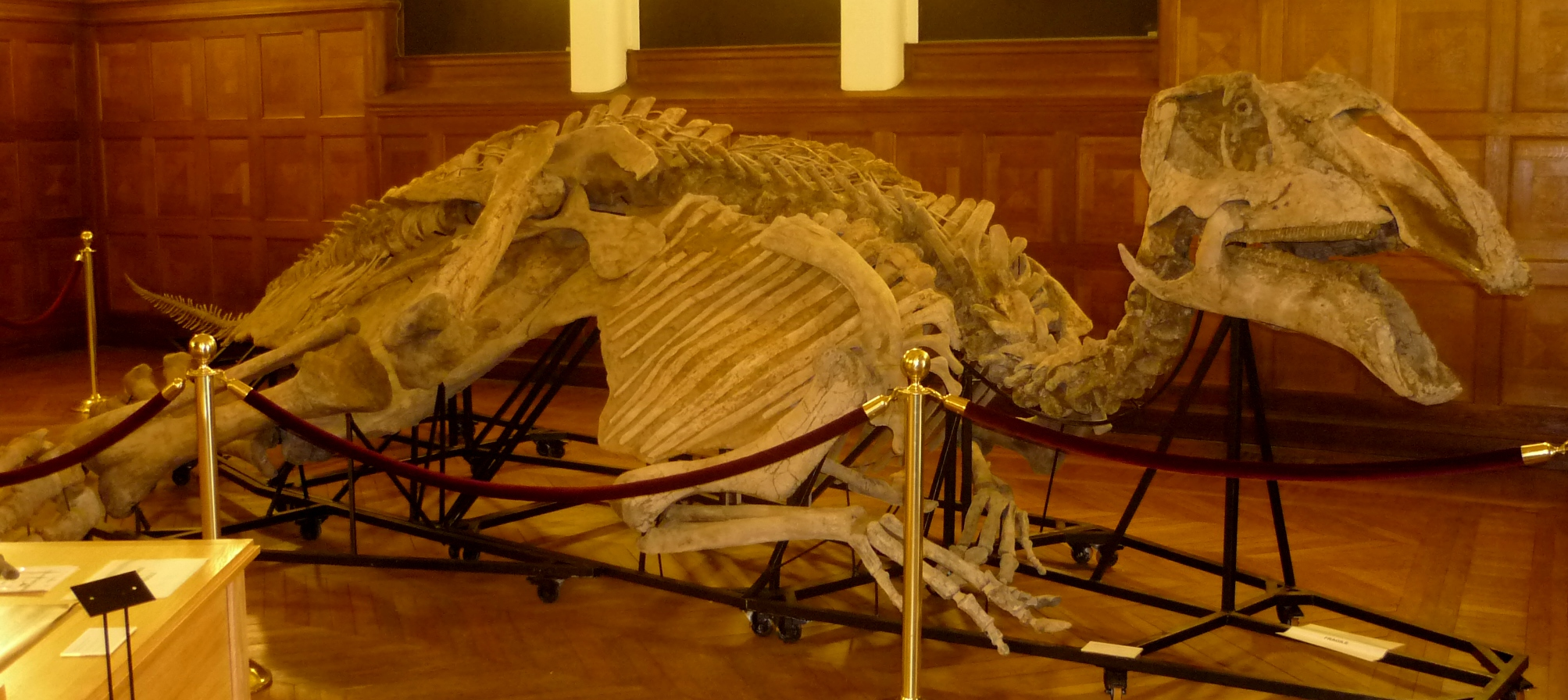
Squelette de P. maximus exposé à l'institut de paléontologie humaine de Paris, France.

Prosaurolophus, comme tous les hadrosauridés, était un grand herbivore, mastiquant des plantes grâce à sa denture qui fonctionnait comme une meule. Ses dents, regroupées dans des batteries de centaines d'unités, étaient continuellement remplacées, et seulement quelques-unes étaient utilisées à un moment donné. Son large bec arrachait les plantes qui étaient ensuite transportées au niveau des dents par une structure en forme de joue. Cet animal pouvait atteindre des branches hautes de 4 mètres. Comme les autres hadrosauridés, il pouvait se déplacer à deux ou quatre pattes. La comparaison de ses anneaux sclérotiques avec ceux des oiseaux actuels laisse à penser qu'il pouvait avoir un comportement cathéméral avec des périodes d'activité sporadiques durant le jour.

### Comportement social
Prosaurolophus vivait en troupeau comme l'a montré les lits d'ossements fossiles. Sa crête était un moyen d'affichage social avec une morphologie particulière qui permettait aux individus de se reconnaître entre eux en particulier lors des parades nuptiales. De plus, la présence probable de diverticules nasaux avec des tissus mous devaient former des sacs gonflables logés dans les excavations profondes bordant la crête et les trous allongés des narines. Ses sacs pouvaient être utilisés à la fois comme des signaux visuels et pour produire des sons puissants et caractéristiques des espèces et des individus.

## Paléoécologie

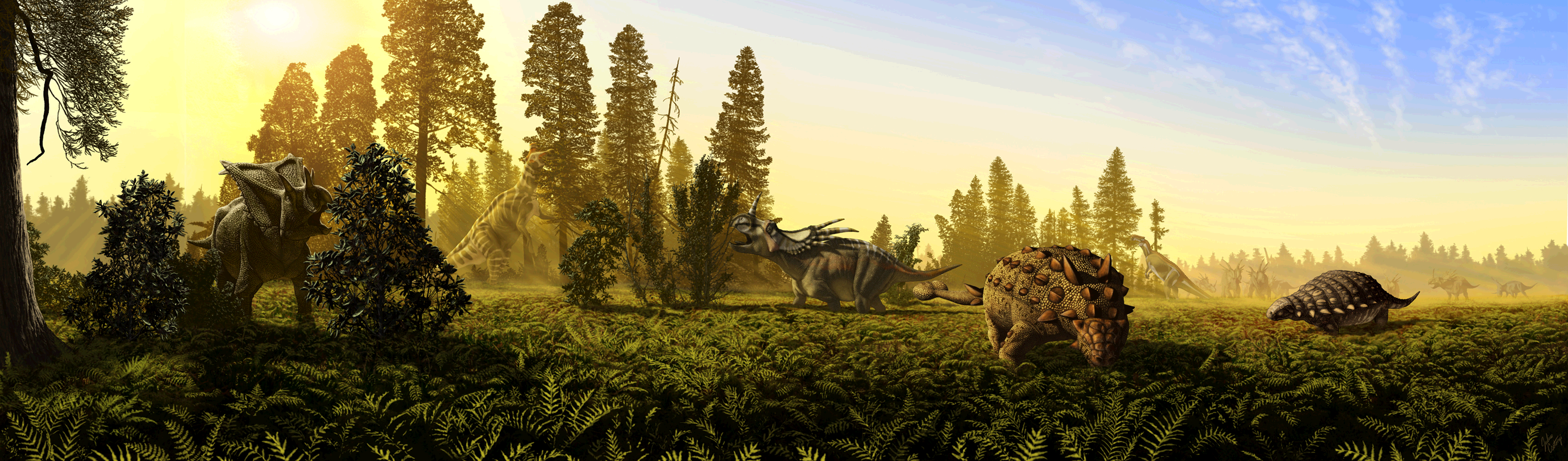
Vue d'artiste des grands herbivores de l'environnement à l'époque du dépôt de la formation de Dinosaur Park.

La formation de Dinosaur Park où Prosaurolophus maximus a été trouvé, s'est déposée dans un environnement de rivières et plaines alluviales, devenant avec le temps plus marécageux, puis marins lors de la trangression vers l'ouest de la voie maritime intérieure de l'Ouest. Le climat était plus chaud que celui de l'Alberta aujourd'hui, sans gel mais avec une alternance de saisons humides et sèches. La canopée était dominée par les conifères, tandis que les sous-bois étaient couverts de fougères arborescentes, de fougères et de plantes à fleurs.
P. maximus est le saurolophiné le plus commun dans cet environnement. Il est accompagné d'autres hadrosauridés comme Gryposaurus, Corythosaurus et Lambeosaurus, de Ceratopsidae à cornes Centrosaurus, Styracosaurus et Chasmosaurus, d'ankylosauriens à armure Edmontonia et Euoplocephalus et du tyrannosauridé Gorgosaurus.
L'environnement de sédimentation de la formation géologique de Two Medicine dans le Montana est bien connu. Il a livré des nids de dinosaures avec des œufs, des embryons et des juvéniles appartenant aux genres d'hadrosauridés Hypacrosaurus (H. stebingeri) et Maiasaura, et au troodontidé Troodon. Ils sont accompagnés du tyrannosauridé Daspletosaurus, du caenagnathidé Chirostenotes, des dromaeosauridés Bambiraptor et Saurornitholestes, des dinosaures à armure Edmontonia et Euoplocephalus, de l'hypsilophodontidé Orodromeus et des dinosaures à cornes Achelousaurus, Brachyceratops, Einiosaurus et Styracosaurus ovatus. Cet environnement était plus éloigné de la voie maritime intérieure de l'Ouest que celui de la formation de Dinosaur Park, et ainsi plus en altitude et plus sec.

## Classification
Prosaurolophus est un hadrosauridé, de la sous-famille des saurolophinés et de la tribu des Saurolophini. 

### Cladogramme
Au sein de la tribu des Saurolophini, il est accompagné des genres Saurolophus et Augustynolophus selon A. Prieto-Márquez et ses collègues en 2016. Pour Penélope Cruzado-Caballero et J. E. Powell en 2017, il est associé à Saurolophus et à leur nouveau genre argentin Bonapartesaurus.
Le cladogramme suivant est celui établi par Prieto-Márquez et ses collègues en 2016. Il montre la position de Prosaurolophus en amont dans la tribu des Saurolophini :
- - Telmatosaurus
  - 
    - 
      - Jintasaurus
      - Lophorhothon

    - 
      - Claosaurus
      - 
        - Tethyshadros
        - Hadrosauridae
          - Hadrosaurus
          - Saurolophidae
            - Lambeosaurinae
            - Saurolophinae
              - 
                - Acristavus
                - Maiasaura
                - Brachylophosaurus

              - 
                - 
                  - Naashoibitosaurus
                  - 
                    - Kritosaurus
                    - 
                      - Gryposaurus
                      - 
                        - « Big Bend UTEP 37.7 »
                        - 
                          - Willinakaqe
                          - Secernosaurus

                - 
                  - "Sabinosaure" PASAC-1
                  - 
                    - 
                      - Prosaurolophus
                      - 
                        - Augustynolophus
                        - Saurolophus

                    - 
                      - Kerberosaurus
                      - 
                        - Kundurosaurus
                        - 
                          - Shantungosaurus
                          - Edmontosaurus